# Lars Juel Thiis
Lars Juel Thiis (Knudsen) (født 28. september 1955) er en dansk arkitekt. I 2005 blev han udvalgt som medlem af kanonudvalget for arkitektur.
Lars Juel Thiis blev uddannet som arkitekt fra Arkitektskolen Aarhus i 1983 og har siden studeret på Architectural Association i London 1984-1985. Herefter har han arbejdet i forskellige arkitektfirmaer, heriblandt i USA, indtil han i 1992 var med til at stifte Cubo Arkitekter, som han fortsat er medejer af. Han har primært arbejdet med undervisningsbyggerier, blandt andet udbygning af Odense Universitet og udvidelser af gymnasier forskellige steder. Gennem sit virke har Lars Juel Thiis i tidens løb vundet mange arkitektkonkurrencer.[kilde mangler] I 2011 blev han formand for Statens Kunstfonds bestyrelse. 
Lars er gift med Helene Bang Nielsen, og de har sammen børnene Jens Juel Thiis Knudsen (f. 1989) og Asta Bang Nielsen (f. 1993).